# フクオウソウ属
フクオウソウ属（ふくおうそうぞく、Prenanthes）とはキク科の属の1つ。主に多年草。北半球におよそ40種あり、日本には次の2種がある。

## フクオウソウ属の植物
- フクオウソウ Prenanthes acerifolia (Maxim.) Matsum.
- オオニガナ Prenanthes tanakae (Franch. et Sav. ex Y.Tanaka et Ono) Koidz.

- フクオウソウ
- オオニガナ